# Craugastor uno
Craugastor uno es una especie de anfibio anuro de la familia Craugastoridae.

## Distribución geográfica
Esta especie es endémica de México. Habita en Oaxaca y Guerrero en la Sierra Madre del Sur.

## Publicación original
- Savage, 1984 : A new species of montane rain frog, genus Eleutherodactylus (Leptodactylidae), from Guerrero, Mexico. Amphibia-Reptilia, vol. 5, n.º 3/4, p. 253-260.[5]